# Ubiquam U-400
Ubiquam U-400 je klasický telefon, který byl vydán v roce 2006.

## Design a rozměry
Telefon podporuje technologii CDMA 2000 pro přenos dat a hlasu. Má rozměry 105 x 45 x 17 mm a váží 80 g. Displej je typu STN s barevnou podporou 64K a rozlišením 128x128 pixelů na 1,5 palcích, což odpovídá hustotě pixelů 121ppi. Telefon nemá dotykovou obrazovku.

## Funkce a specifikace
Ubiquam U-400 je vybaven standardní velikostí SIM karty, konkrétně Mini Sim - Regular. Má vestavěnou baterii Li-Ion s kapacitou 950 mAh, která poskytuje čas hovoru a pohotovosti v režimu GSM, a to 3 hodiny hovoru nebo 200 hodin pohotovosti (8,3 dní).
Telefon nemá vestavěnou paměť a výrobce poskytl vlastní proprietární operační systém. (Vendor)

## Dostupnost
Telefon Ubiquam U-400 byl dostupný na vybraných trzích.V České republice prostřednictvím operátora U:fon. Tento telefon patří mezi dva jediné modely telefonů Ubiquam, které byly k dispozici u operátora U:fon.

## Souhrn
Ubiquam U-400 je zařízení s klasickým designem a zaměřuje se především na použití v sítích CDMA 2000.